# قلعه کهنه (زنده‌جان)
قلعه کهنه مربوط به هزاره اول پیش از میلاد - سده ۶ تا ۸ ق است و در شهرستان کاشمر، بخش مرکزی، روستای زنده‌جان واقع شده و این اثر در تاریخ ۲۲ مرداد ۱۳۸۴ با شمارهٔ ثبت ۱۳۳۰۷ به‌عنوان یکی از آثار ملی ایران به ثبت رسیده‌است.

## نگارخانه

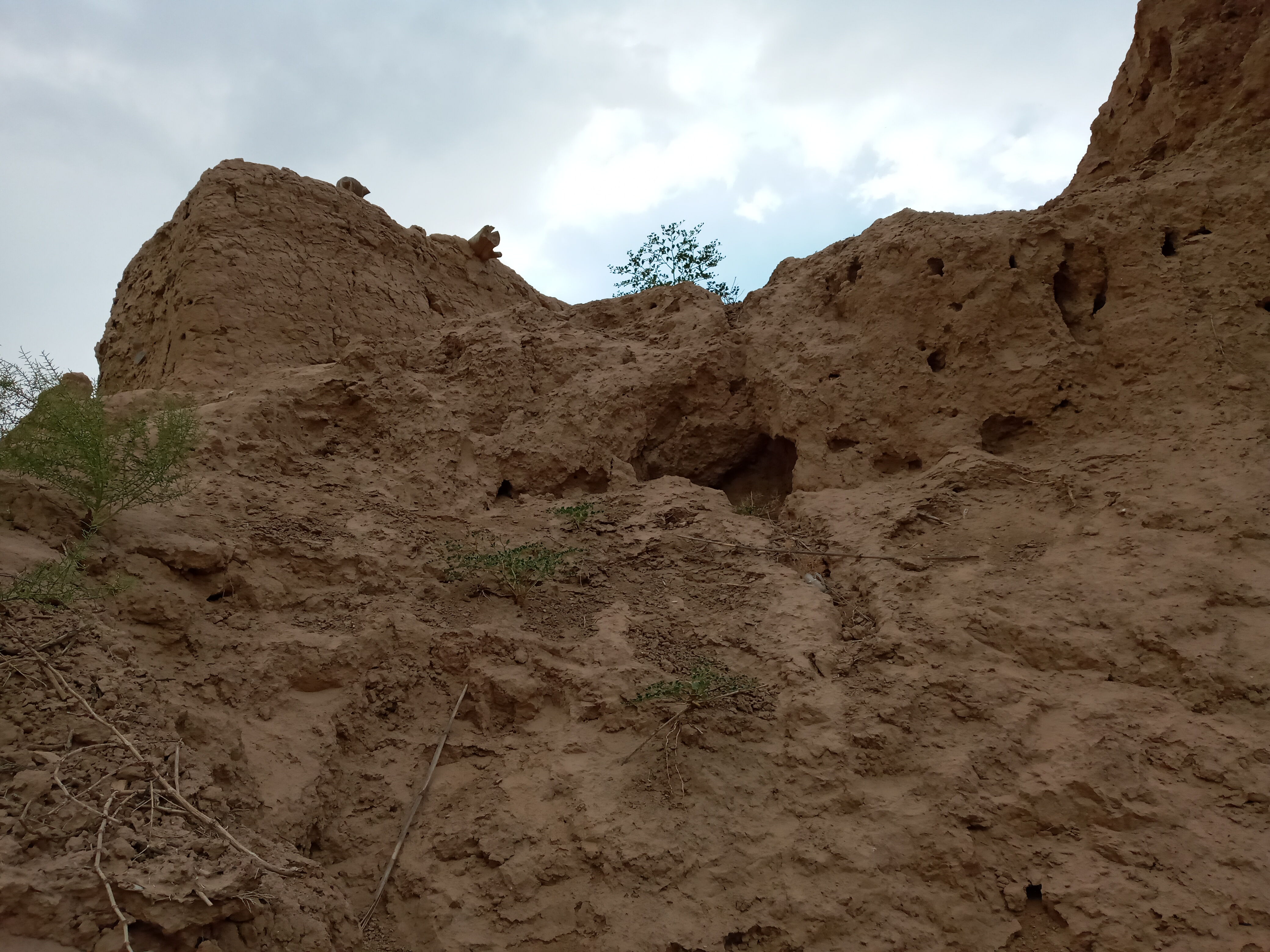
نمایی از قلعه کهنه
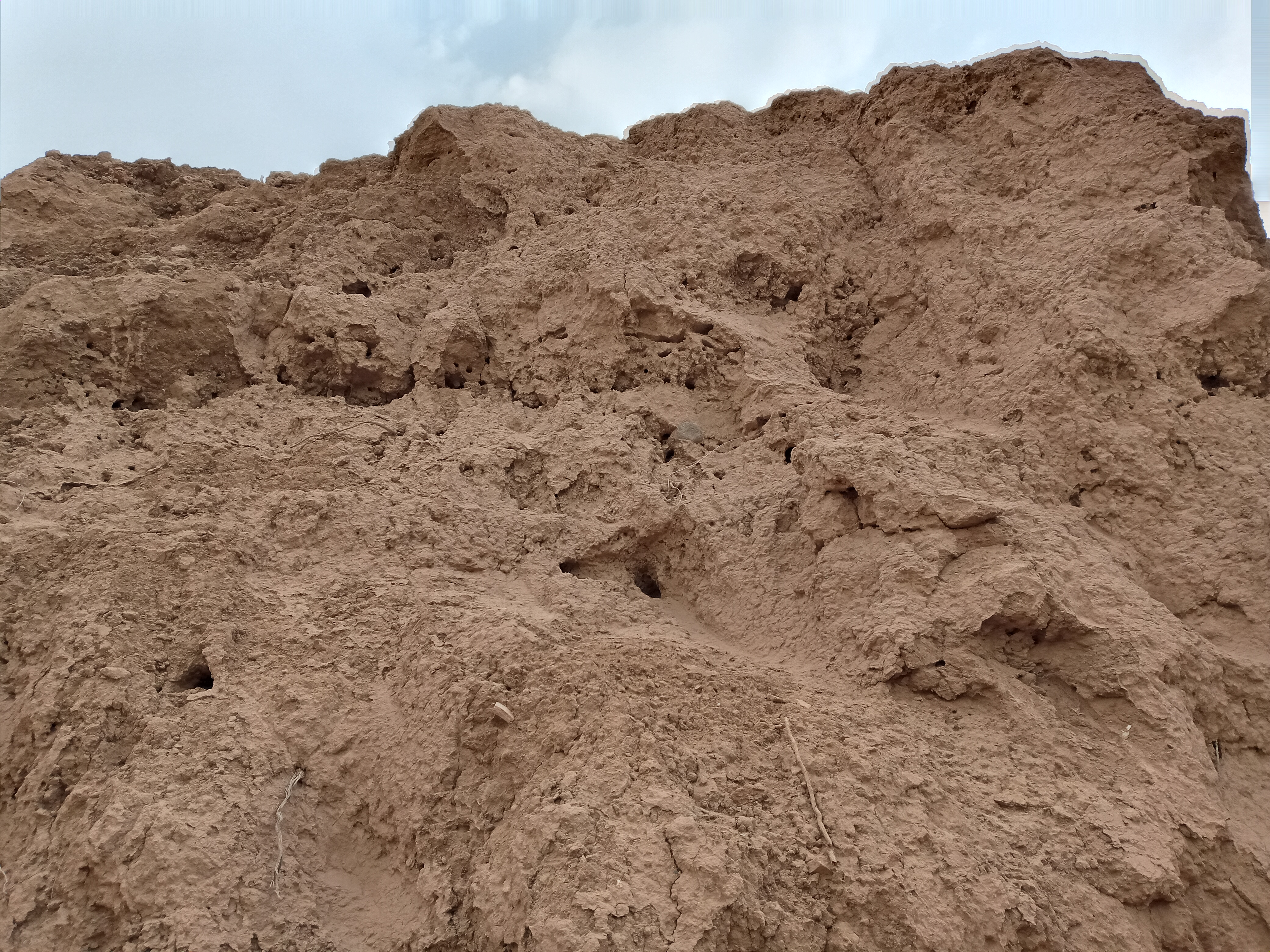
نمایی از قلعه کهنه
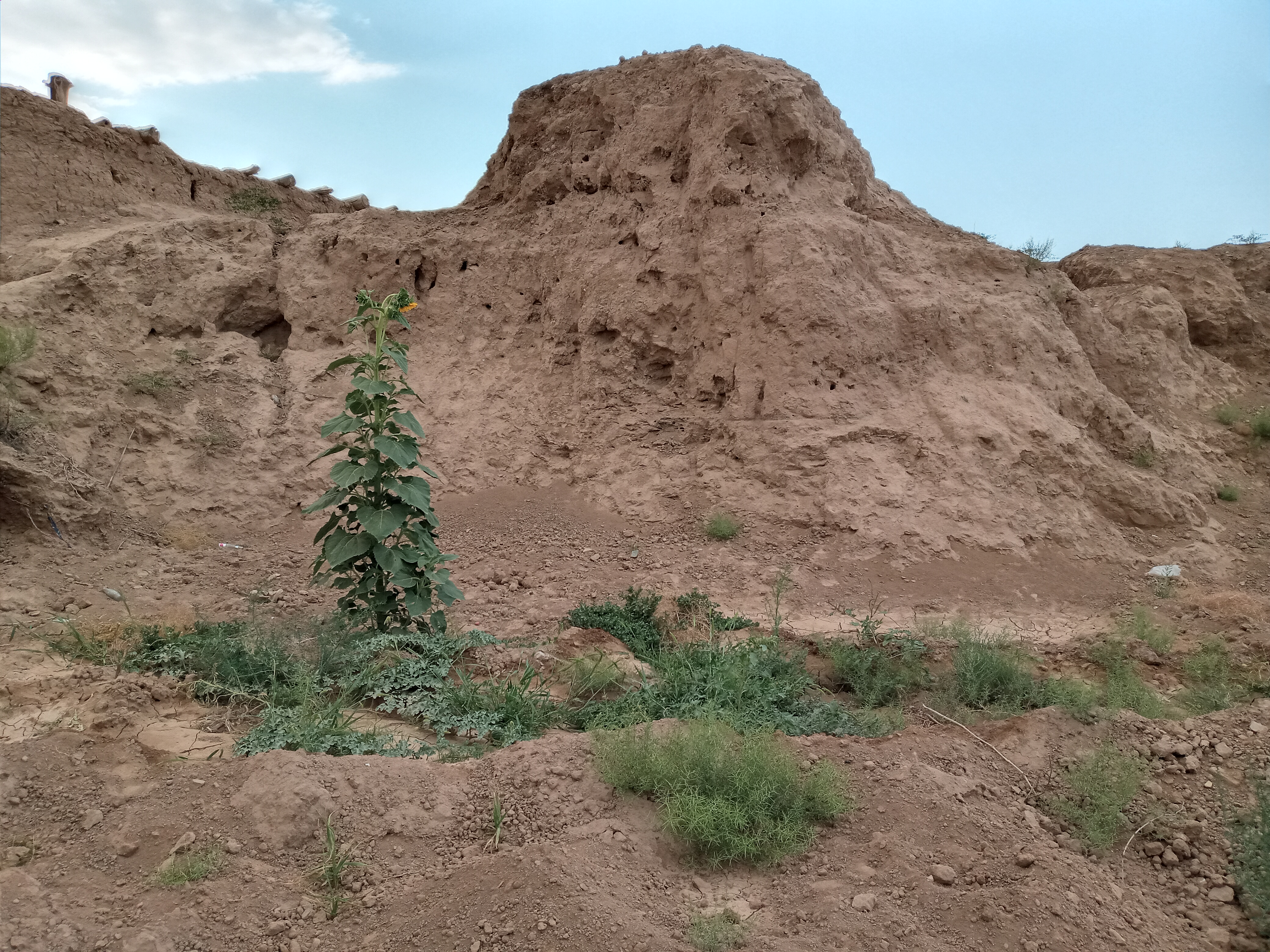
نمایی از قلعه کهنه
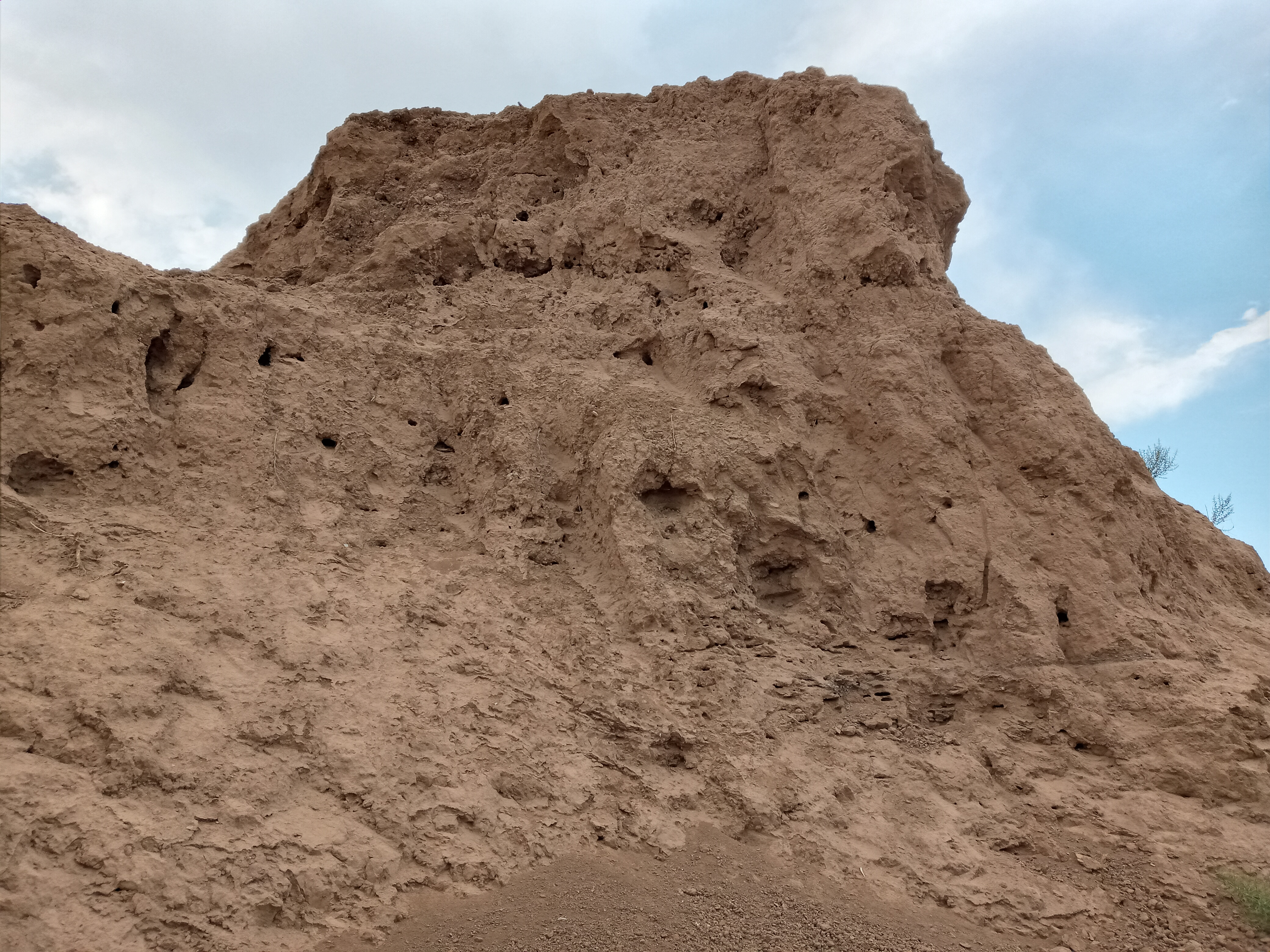
نمایی از قلعه کهنه
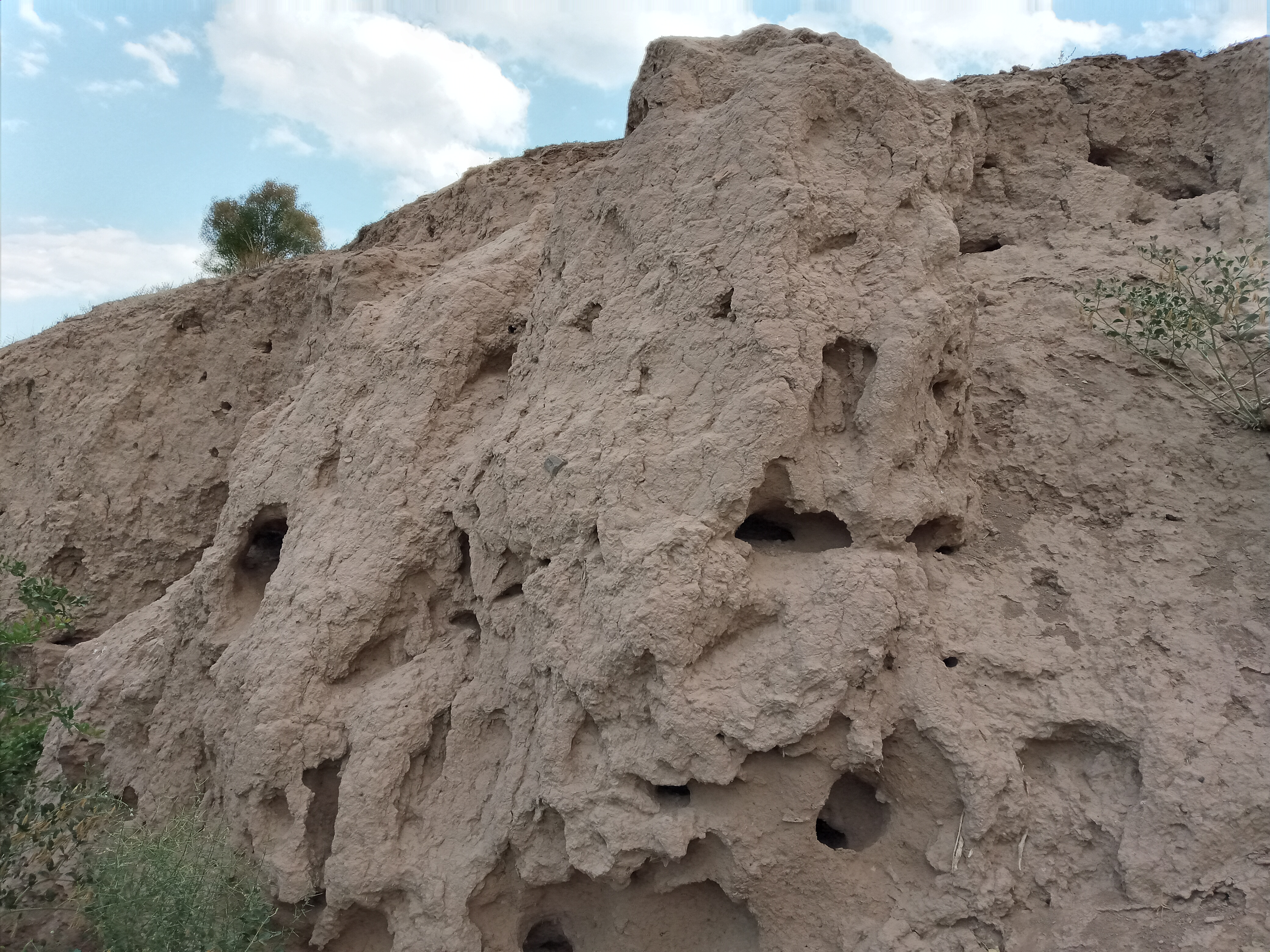
نمایی از قلعه کهنه
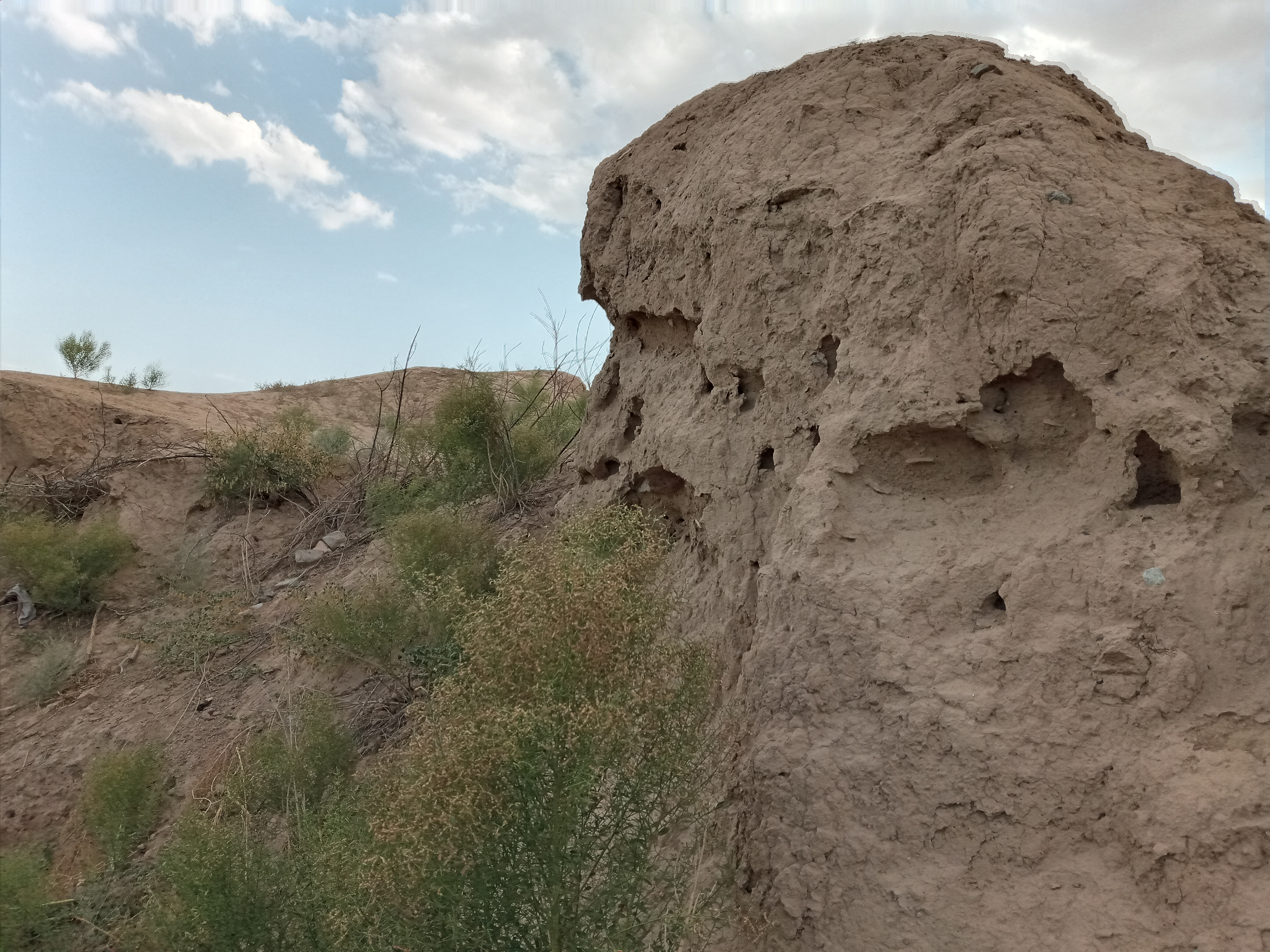
نمایی از قلعه کهنه
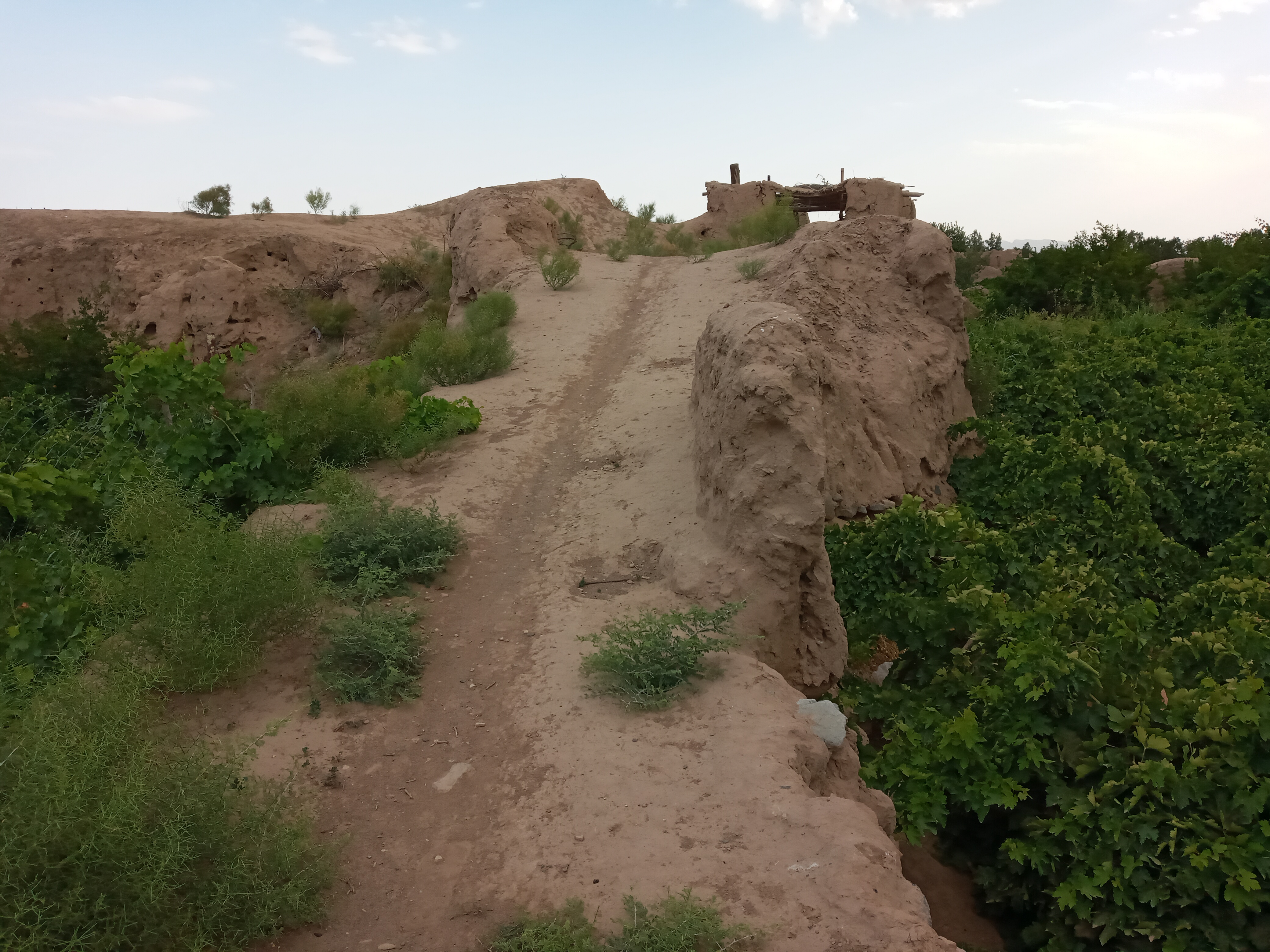
نمایی از قلعه کهنه
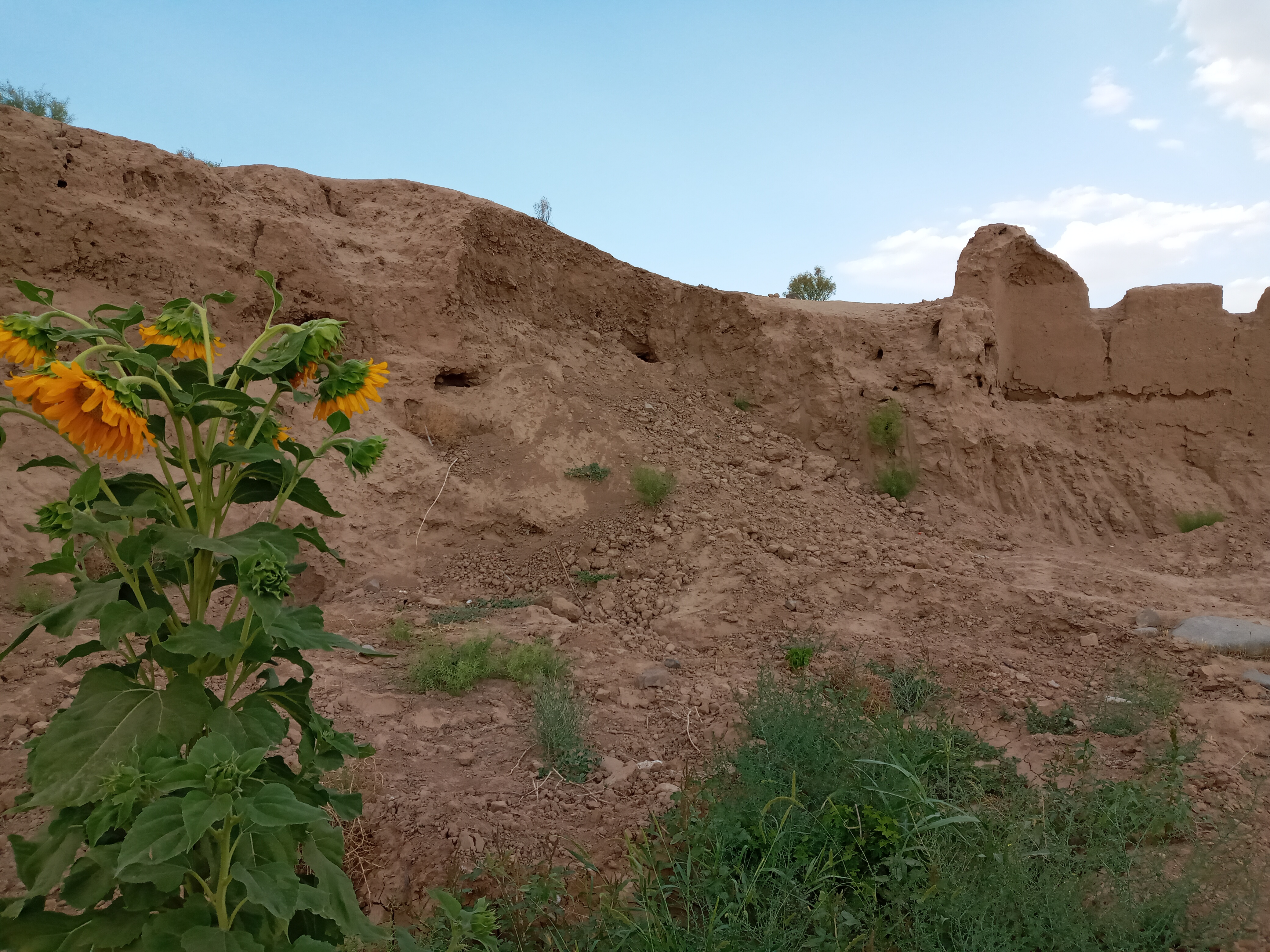
نمایی از قلعه کهنه